# Earls Colne
Earls Colne – wieś i civil parish w Anglii, w hrabstwie Essex, w dystrykcie Braintree. Leży 27 km na północny wschód od miasta Chelmsford i 74 km na północny wschód od Londynu. W 2011 roku civil parish liczyła 3693 mieszkańców.